# Aéroport de Kertch
L'aéroport de Kertch est situé à Kertch et la république de Crimée.

## Historique
Créé en 1944 sur d'anciennes carrières. Il est fermé depuis 2008 car en banqueroute.
Le 13 novembre 1971 un Antonov An-24 (07306101 (CCCP-46378)) de l'Aeroflota percuté une ligne électrique pendant son approche et s'est écrasé sur des hangars provocant six morts et laissant survivants.